# Delmenhorst
Delmenhorst là một thành phố ở bang Niedersachsen, Đức. Thành phố có diện tích  km², dân số thời điểm năm là người.
Bản mẫu:Germany districts lower saxony